# Хагестейн
Хагестейн (нидерл. Hagestein) — деревня и бывший город в муниципалитете Вейфхеренланден провинции Утрехт (Нидерланды). Деревня расположена на реке Лек, примерно в 2 км к востоку от Вианена. Населённый пункт получил права города в 1382 году. Хагестейн был разрушен в 1405 году графом Голландии, Вильгельмом VI, и принцем-епископом Утрехта, Фредериком Бланкенхеймским во время Аркельской войны (1401—1412).
Хагестейн был отдельным муниципалитетом с 1818 по 1986 годы, когда он объединился с Вианеном. До 2002 года он был частью провинции Южная Голландия.

## История
Впервые он был упомянут в 1228 году как нидерл. Gaspewerde (с нидерл. — «земля на реке Гаасп»). В 1274 году он был известен как Хагестейн (с нидерл. — «огороженная местность вокруг каменного здания»). Хагестейн развивался вдоль реки Лек. Около 1250 года был построен замок Хагестейн. В 1382 году он получил права города от Отто ван Аркеля. Соседний Вианен почувствовал угрозу со стороны нового города, и в 1405 году Хагестейн был захвачен графом Голландии и принцем-епископом Утрехта, которые разрушили поселение. Голландия была благодарна за помощь Утрехта и отдала Хагестейн принцу-епископу.
Хагестейн вновь возник как небольшая деревня без укреплений. Голландская реформатская церковь, возведённая здесь, имеет элементы XIII века. Она сгорела примерно в 1600 году и была перестроена в 1829—1830 годах. В 1546 году в Хагестейне был построен новый небольшой замок, который был снесён в 1855 году. В 1821 году деревня была отнесена к провинции Южная Голландия. В 1840 году в Хагестейне проживало 655 человек. В 2002 году населённый пункт был возвращён Утрехту.

## Галерея

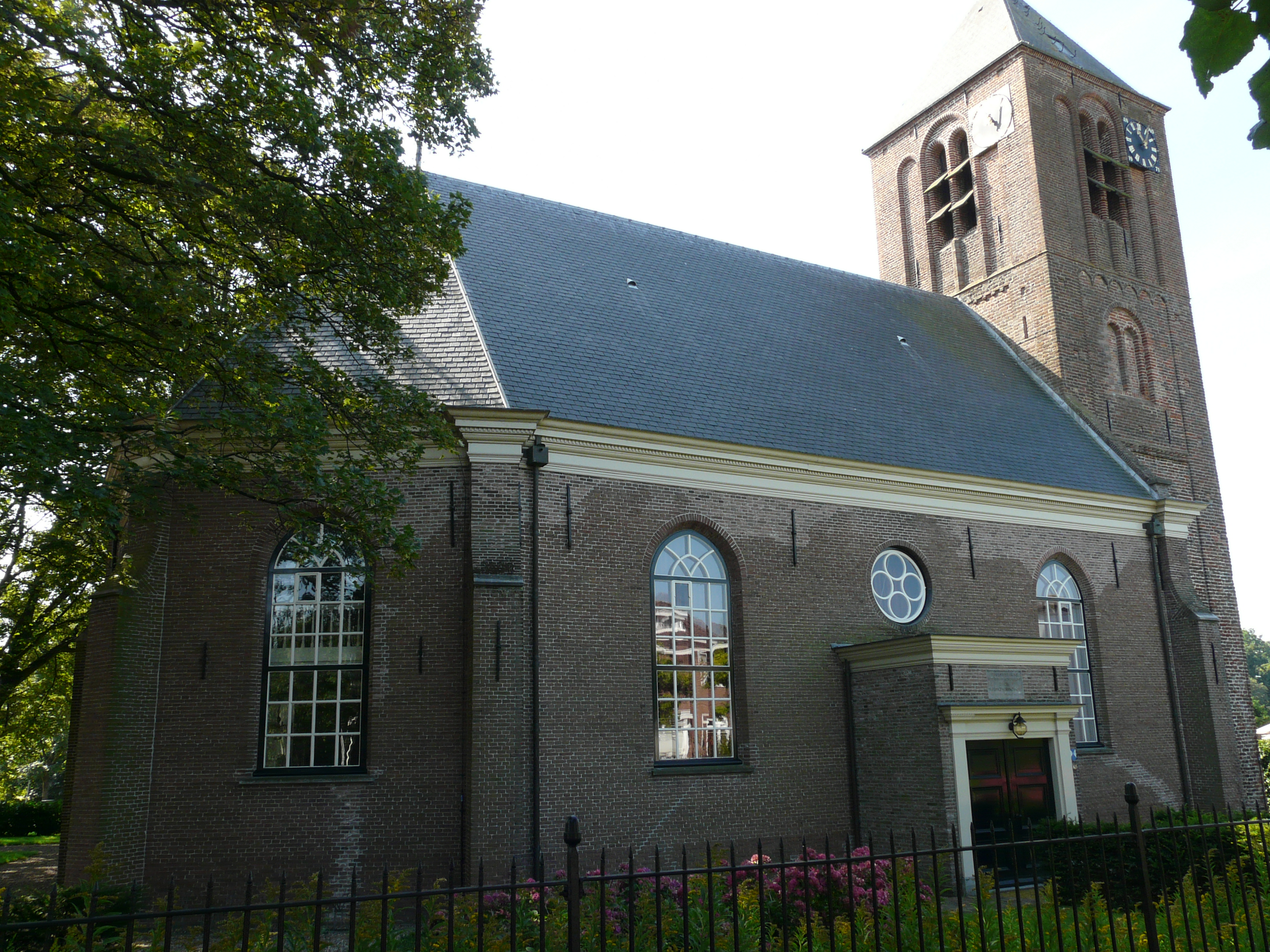
Реформатская церковь Хагестейна
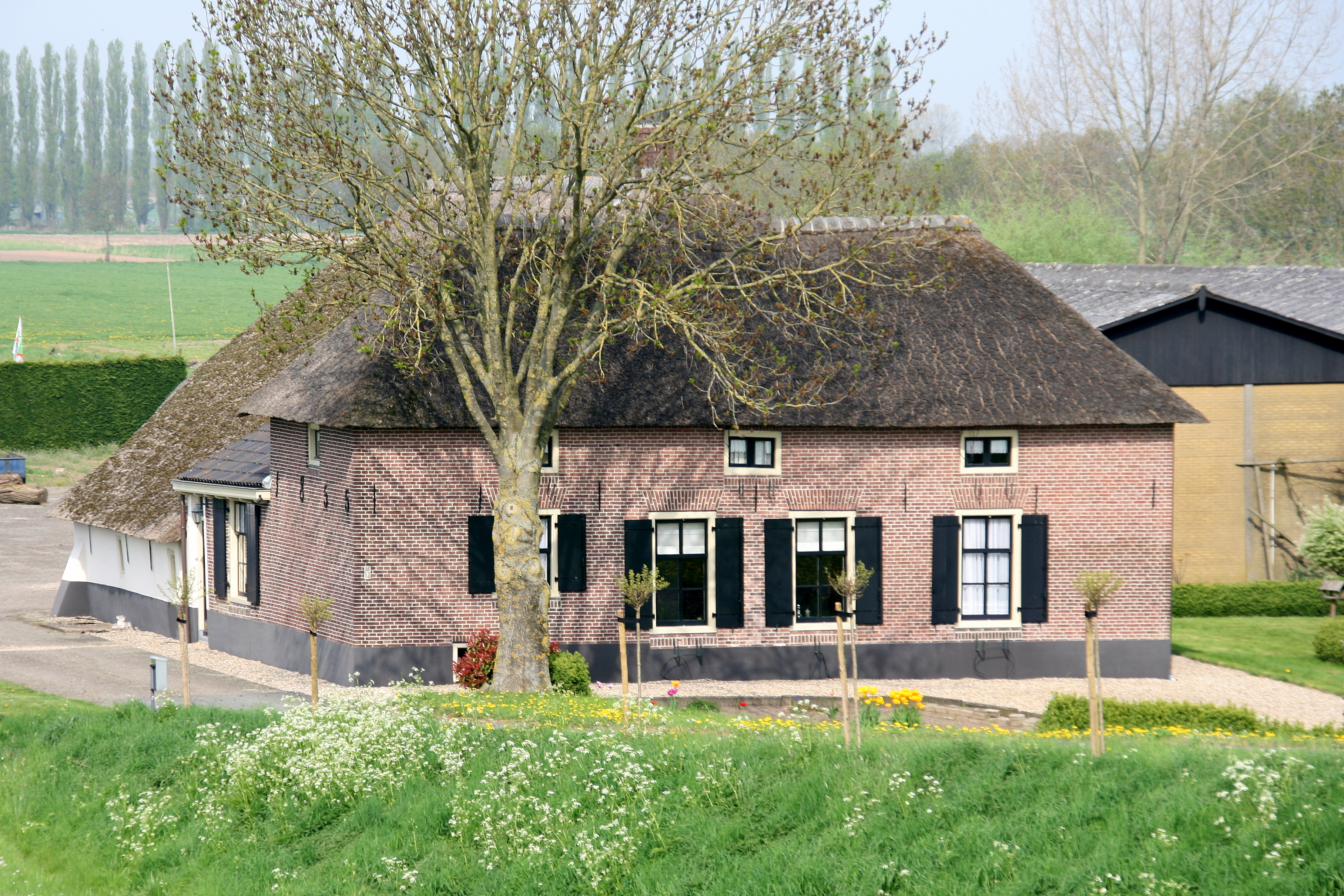
Ферма в Хагестейне
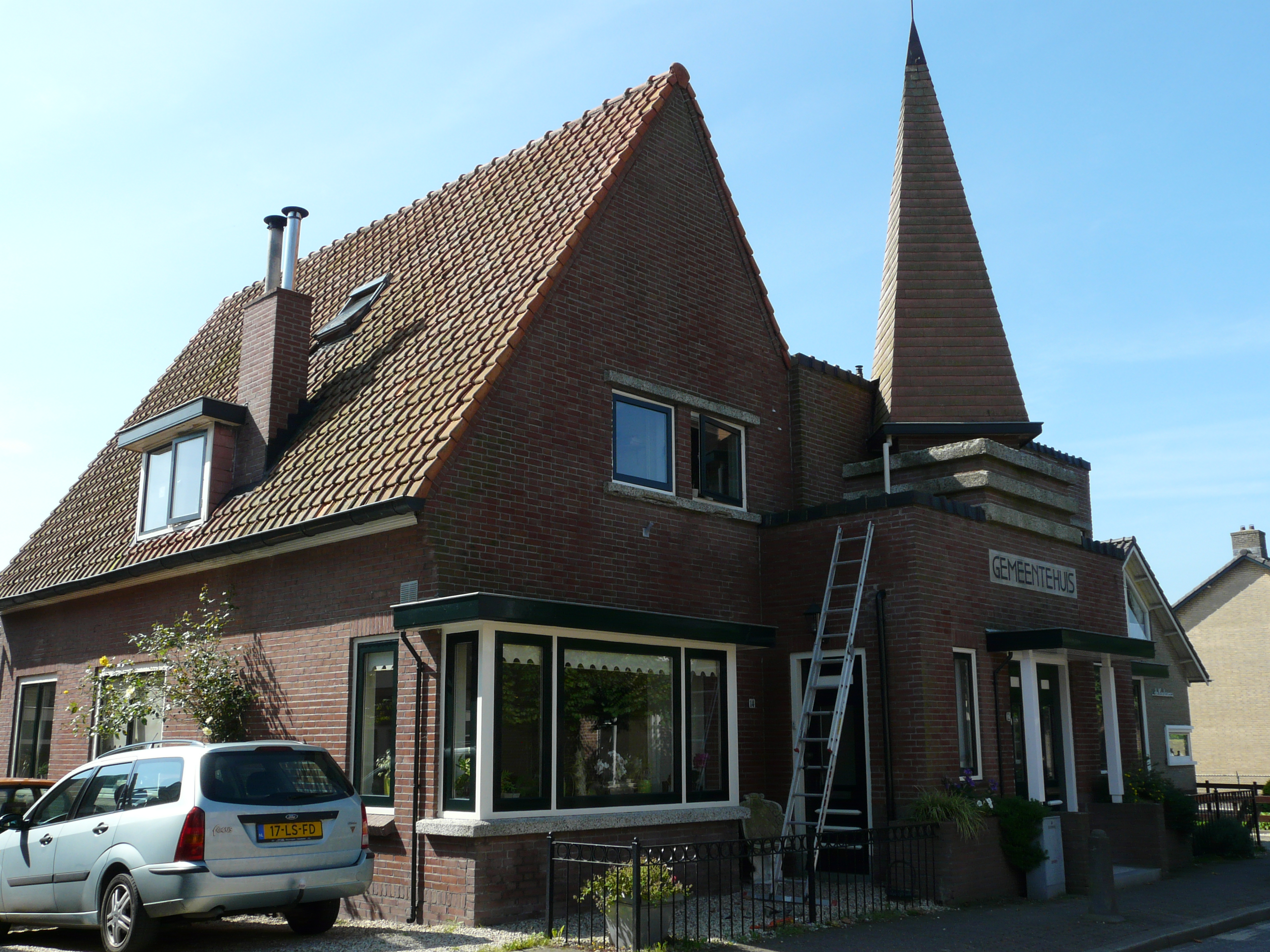
Бывшая городская ратуша
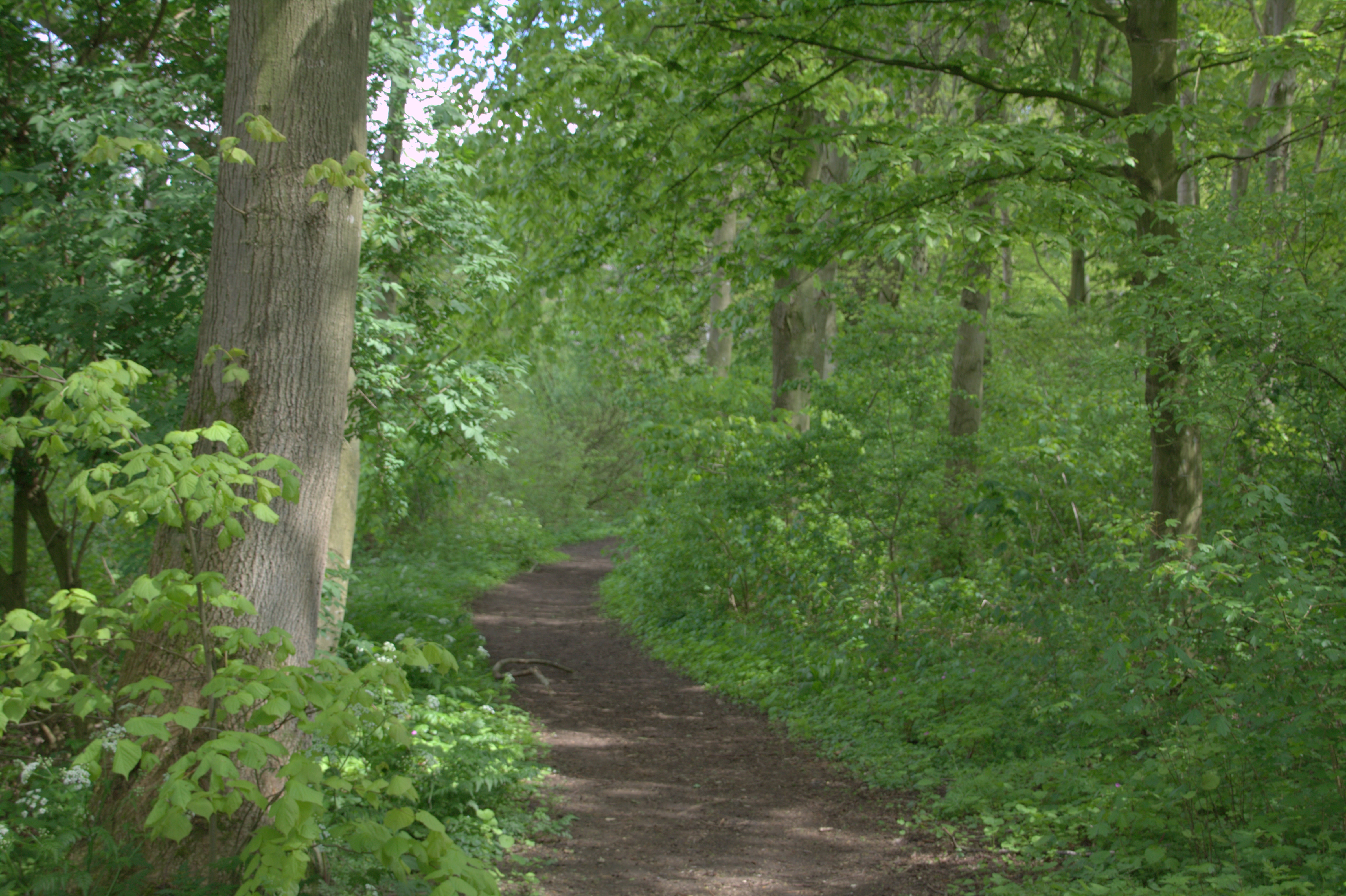
Лес в окрестностях Хагестейна